# Ministre délégué
Un ministre délégué est un ministre dans un gouvernement en charge souvent d'un domaine ou d'un dossier précis au sein d'un ministère. Il est placé sous l'autorité d'un ministre ou sous celle du Premier ministre. Un ministre qui n'est pas délégué peut aussi être sous l'autorité d'un autre ministre.

## En France
Dans un gouvernement en France, un ministre délégué assure des fonctions gouvernementales dans un secteur d'activité donné. Il est placé sous l'autorité d'un ministre ou du Premier ministre. Exemple : ministre délégué auprès du ministre de l'Éducation nationale, chargé de la Réussite éducative mais il peut ne dépendre de personne (comme Alain Calmat, ministre délégué à la Jeunesse et aux Sports du gouvernement Fabius). Protocolairement, ils sont placés entre un ministre et un secrétaire d'État.
Les ministres délégués peuvent siéger au Conseil des ministres, en fonction de ce que prévoit à ce sujet leur décret de nomination.
Dans les gouvernements Fillon (2007-2012), les ministres placés auprès d'un ministre ne sont pas qualifiés de délégués. Ils retrouvent ce qualificatif dans les gouvernements Ayrault (2012-2014), avant de disparaître en 2014. Ils sont recréés sous les gouvernements Philippe (2017-2020), sans toutefois être délégués. Ils retrouvent ce qualificatif sous le gouvernement Jean Castex. Ce statut est maintenu au sein du gouvernement Borne ainsi que du gouvernement Attal.

## Au Québec
La fonction de ministre délégué est apparue en 1976 au sein du gouvernement Lévesque. Avant 1976, ils étaient plutôt désignés « ministre sans portefeuille » ou « ministre d'État ». Leur rôle est de seconder un ministre dans certaines de ses fonctions, par exemple dans l'application de lois ou de programmes d'un ministère. Il ne faut pas le confondre avec le ministre responsable, d'une hiérarchie similaire. Le ministre responsable est soit chargé d'une ou plusieurs régions administratives du Québec ou bien il peut être amené à piloter les interventions de l'État sur des dossiers sensibles ou particuliers comme la protection et la promotion de la langue française ou bien le projet du Plan Nord.